# Paridotea collingei
Paridotea collingei är en kräftdjursart som beskrevs av Gary C.B. Poore och Lew Ton 1993. Paridotea collingei ingår i släktet Paridotea och familjen tånglöss. Inga underarter finns listade i Catalogue of Life.